# Guerra russo-svedese (1741-1743)
La guerra russo-svedese dal 1741 al 1743 fu un tentativo del partito svedese Hattarne (cappelli) di recuperare le perdite territoriali conseguenti alla sconfitta nella grande guerra del Nord (1700–1721) ma il conflitto terminò nuovamente con la sconfitta dell'Impero svedese, che nel conflitto perse 7 000 uomini.

## Antefatti

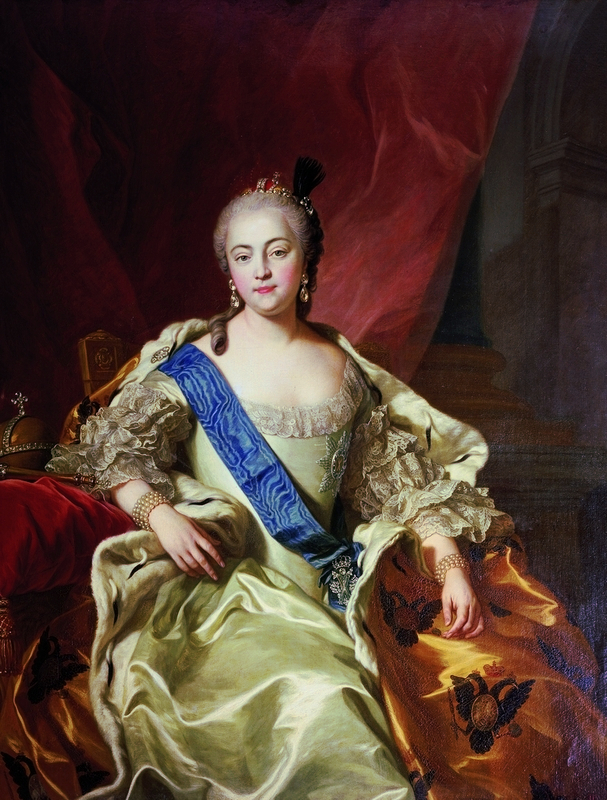
La zarina Elisabetta I di Russia (1709–1761)

Con la sconfitta nella grande guerra del Nord, che si svolse fra il 1700 ed il 1721, la Svezia aveva perduto tutti i suoi territori sul Baltico e di conseguenza la sua supremazia sul medesimo mare. Dopo tale guerra il regime svedese si consolidò in un sistema a monarchia parlamentare. Quando il re Federico I di Svezia (1676–1751) salì al trono si fronteggiavano in parlamento due partiti: da un lato c'era il Mössorna (berretti), che era filorusso e perseguiva in primo luogo interessi economici, dall'altro si trovavano gli Hattarne (cappelli), che rappresentavano prevalentemente l'alta nobiltà ed erano orientati fortemente a mantenere i tradizionali legami di alleanza con la Francia.
Con le elezioni del 1738 i cappelli riuscirono ad ottenere la maggioranza in parlamento. La politica svedese si orientò quindi in senso sfavorevole alla Russia, che era alleata dell'Austria, il nemico tradizionale dei francesi. Il re Luigi XV assicurò alla Svezia il suo appoggio nell'ottenimento della rivincita svedese contro la Russia, nel tentativo di creare un potenziale contrappeso alla potenza di quest'ultima. Nell'autunno del 1738 Francia e Svezia strinsero un patto di mutuo soccorso ed iniziarono trattative con l'Impero ottomano, che si trovava in guerra con la Russia (guerra russo-turca del (1735-1739)).
Con il primo la Svezia stipulò ancora nel 1739 un trattato di alleanza, ma poiché poco dopo i turchi conclusero con i russi la pace, la Svezia non poté, come si riprometteva, coinvolgere la Russia in una guerra su due fronti. Negli anni 1740-41 la Francia fu coinvolta per certi fattori nella politica estera svedese. Già nel 1740 era morto l'imperatore del Sacro Romano Impero Carlo VI la cui figlia Maria Teresa aveva assunto la successione nella nazione austriaca. Ne era poco dopo conseguita la guerra di successione austriaca (1740–1748), che vide formarsi una coalizione contro la regina austriaca fra Prussia, Sassonia e Baviera.
La Francia volle approfittare dell'occasione per indebolire il nemico storico austriaco e perciò sostenne finanziariamente e militarmente le pretese dei principi tedeschi. Ora si trattava di impedire che la Russia, che era alleata all'Austria, corresse in aiuto di Maria Teresa: a questo scopo occorreva impegnarla in una guerra contro la Svezia. Una tale guerra doveva essere sostenuta dal regno della figlia naturale di Pietro il Grande, Elisabetta (1709–1761), che la pianificò anche con l'appoggio dei francesi. Era previsto che subito dopo sarebbe stata stipulata la pace con la Svezia, vantaggiosa per il partito dei cappelli.

## Svolgimento del conflitto

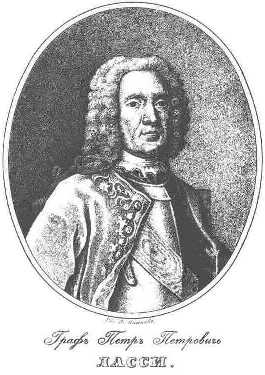
Il feldmaresciallo russo Peter Lacy (1678–1751)

L'8 agosto 1741 il parlamento svedese dichiarò quindi guerra alla Russia: per il limitato scopo della guerra e la presupposta debolezza russa un piccolo esercito di circa 20 000 effettivi parve più che sufficiente alla bisogna. Ma solo poche settimane dopo (il 3 settembre) l'armata scandinava, forte di 4 000 uomini, subì una grave sconfitta presso Villmanstrand (finl: Lappeenranta) ad opera del comandante in capo delle truppe russe Peter Lacy, che guidava 10 500 soldati: gli svedesi persero 3 000 uomini, i russi tra 2 000 e 2 300
Il 25 novembre dello stesso anno iniziò in Russia il regno di Elisabetta. La nuova zarina era propensa effettivamente alla pace al fine di dedicarsi innanzitutto a rafforzare la sua posizione all'interno del paese. Tuttavia, nonostante la sconfitta subita a Lappeenranta, le richieste svedesi restavano ancora troppo alte perché la zarina le potesse accettare: di conseguenza ella ordinò l'avvio di una controffensiva. Nel 1742 le truppe del Lacy marciarono nel sud della Finlandia ed occuparono, senza incontrare forte resistenza, Hamina, Porvoo e Hämeenlinna. Nell'agosto di quell'anno riuscì al Lacy, al comando di 35 000 uomini, di accerchiare l'armata principale svedese, forte di circa 17 000 uomini, presso Helsinki, costringendola alla capitolazione.
Nell'anno seguente il governo svedese si trovò sottoposto a forti pressioni. In Dalarna scoppiarono rivolte contadine che assunsero dimensioni minacciose. Contemporaneamente l'esercito russo marciava su Stoccolma. In questa insostenibile situazione rimaneva al governo svedese una sola possibilità: tendere rapidamente alla pace. Già in estate iniziarono le trattative che si conclusero il 7 agosto 1743 con la pace di Åbo.

## Conseguenze
Le ambizioni svedesi furono totalmente frustrate. Invece di un ritorno ad una posizione di grande potenza la Svezia dovette cedere altri territori in Finlandia alla Russia, specificatamente quelli fino al fiume Kymijoki, con la fortezza di Olofsborg e le città di Villmanstrand e Fredrikshamn
La zarina Elisabetta inoltre impose la scelta di Adolfo Federico, duca di Gottdorf (1710–1771) quale successore al trono scandinavo. Con questo provvedimento Elisabetta si proponeva di acquistare maggior influenza sulla politica svedese, appartenendo Adolfo Federico ad una stirpe nobile imparentata con il futuro zar Pietro III. Non appena nel 1751 il re Federico di Svezia morì, il duca di Gottdorf salì al trono.